# São Bento (Porto de Mós)
São Bento es una freguesia portuguesa del municipio de Porto de Mós, con 39,70 km² de superficie. Su densidad de población es de 24,0 hab/km².